# منتخب ألمانيا الشرقية لكرة القدم للسيدات
منتخب ألمانيا الشرقية لكرة القدم للسيدات هو ممثل ألمانيا الشرقية الرسمي في المنافسات الدولية في كرة القدم للسيدات.